# Solec Kujawski (gmina)
     Miasto
     Obszary wiejskie
     Ludność miejska
     Ludność obszarów wiejskich
     Lasy
     Użytki rolne
     Obszary przemysłowe
     Inne

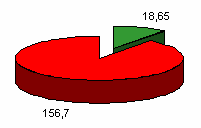
Powierzchnia gminy według podziału na miasto i obszary wiejskie (w km kw.); za 2005
Miasto
Obszary wiejskie

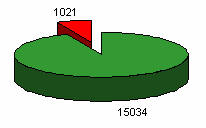
Liczba mieszkańców gminy według podziału na miasto i obszary wiejskie (według stałego zameldowania); za 2005 r.)
Ludność miejska
Ludność obszarów wiejskich

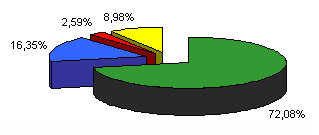
Struktura użytkowania gruntów w gminie; za 2005
Lasy
Użytki rolne
Obszary przemysłowe
Inne

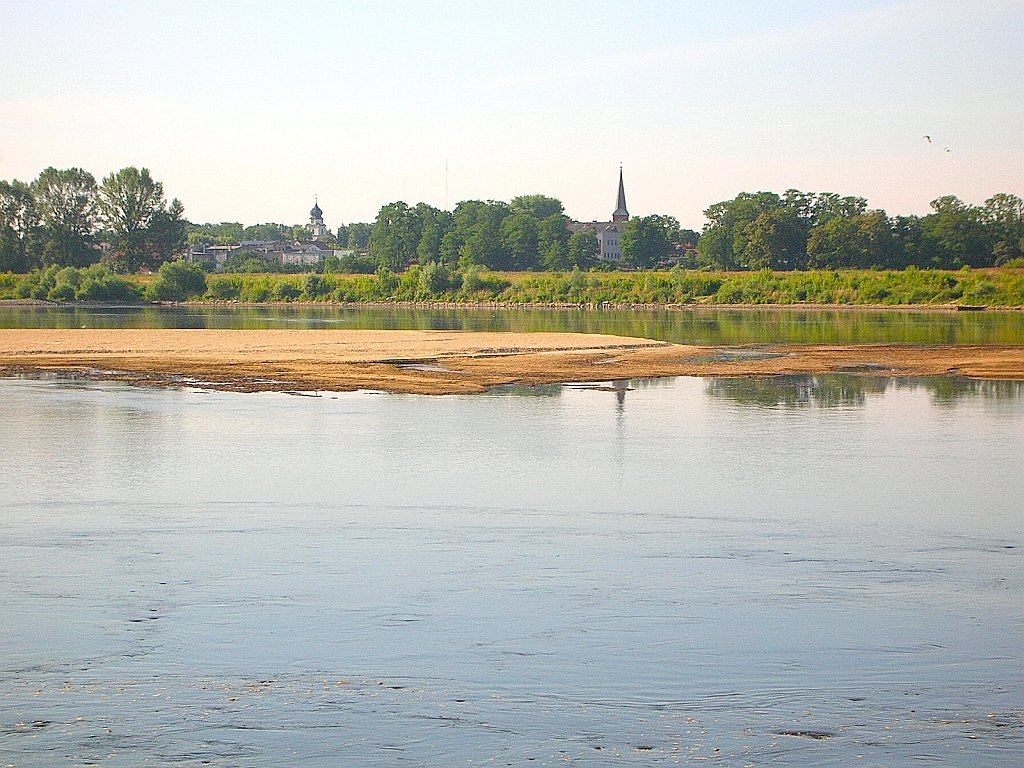
Widok z Wisły na Solec Kujawski

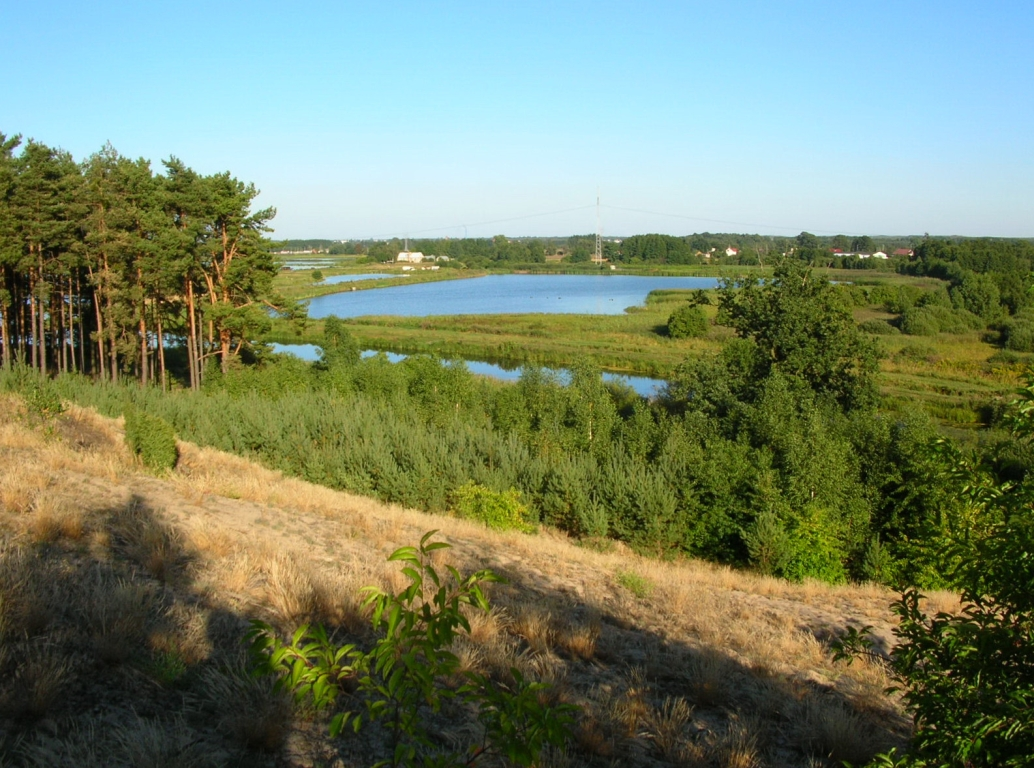
Stawy w Otorowie-Makowiskach widziane ze zbocza wydmy śródlądowej

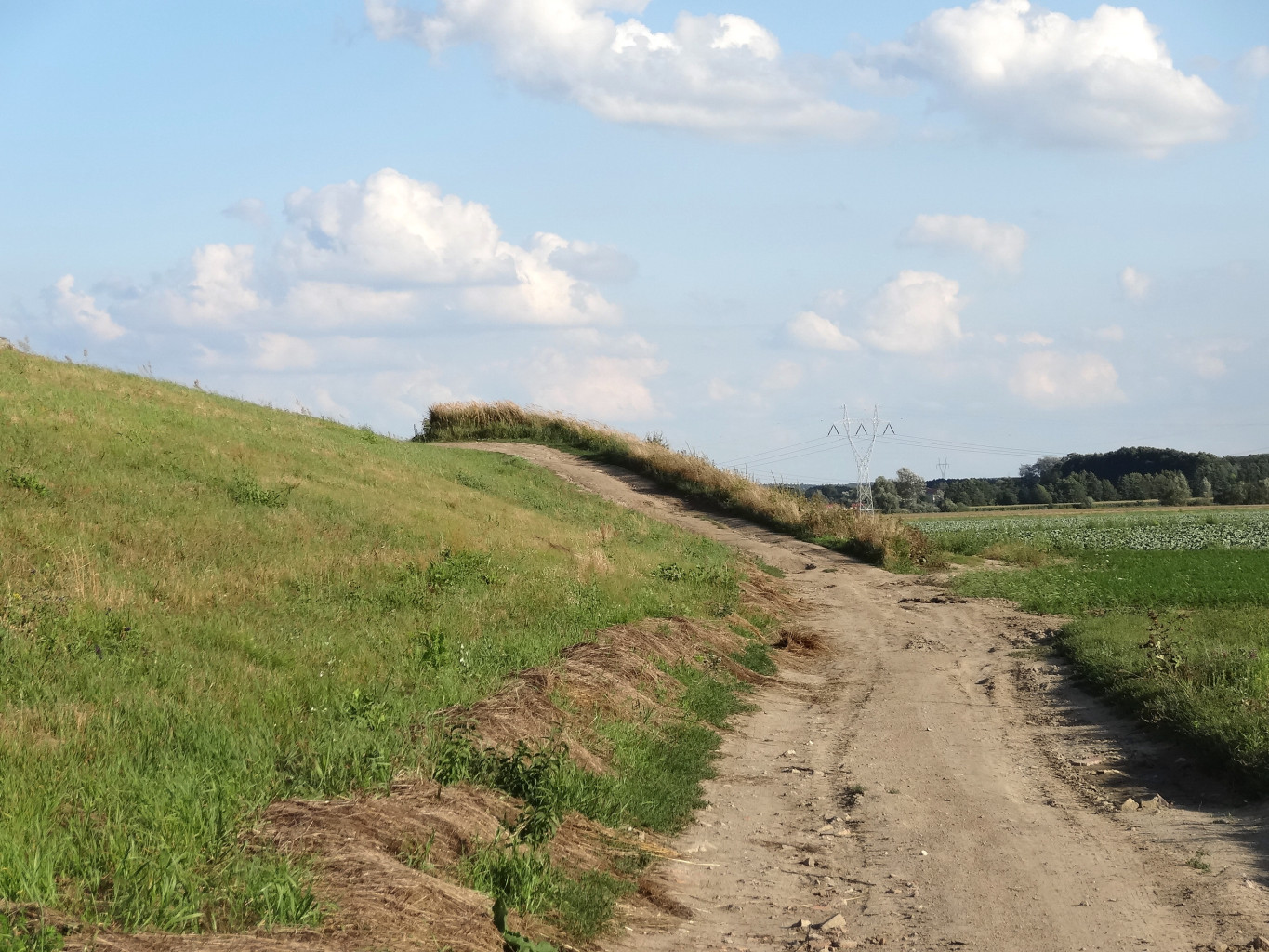
Wały przeciwpowodziowe na terenie zalewowym Wisły w Łęgnowie – Otorowie

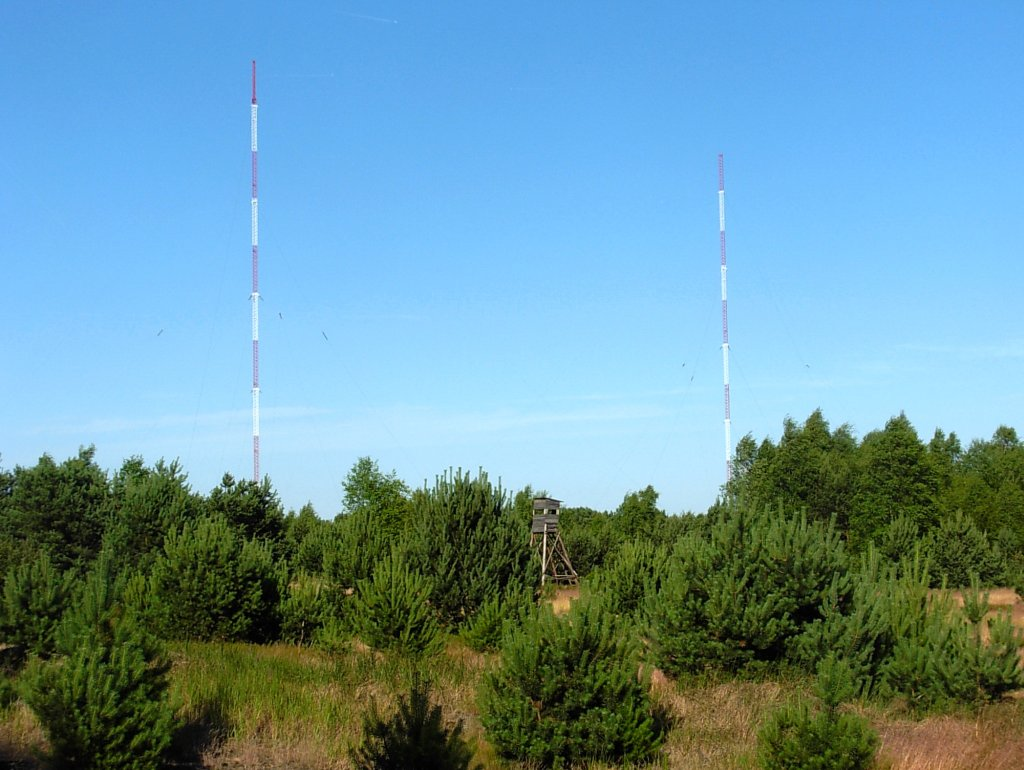
RCN Solec Kujawski na byłym poligonie Kabat w Puszczy Bydgoskiej

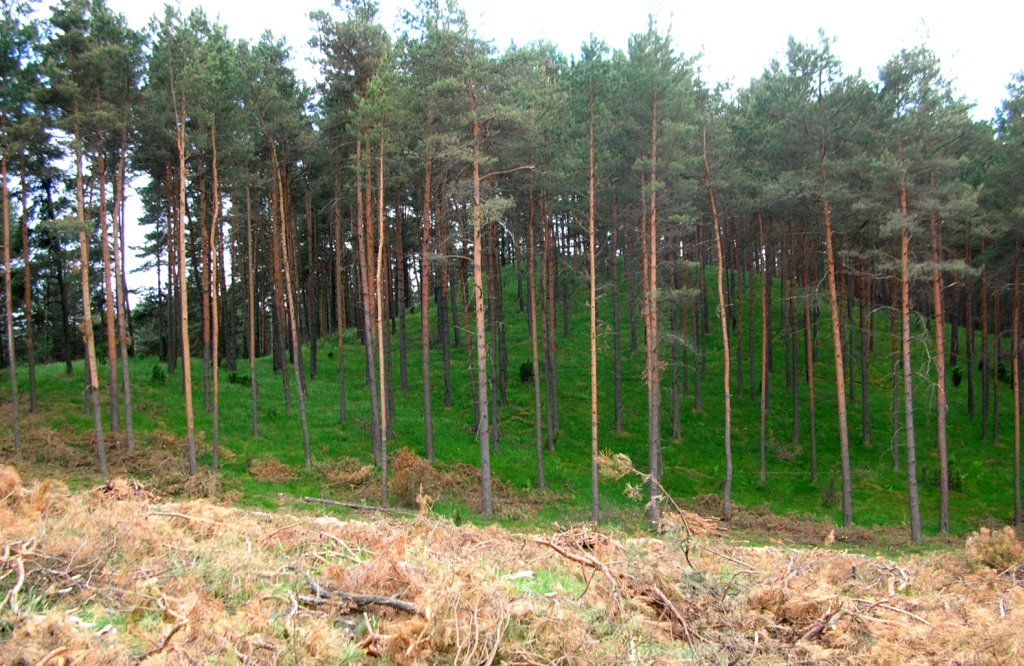
Las porastający wydmy śródlądowe

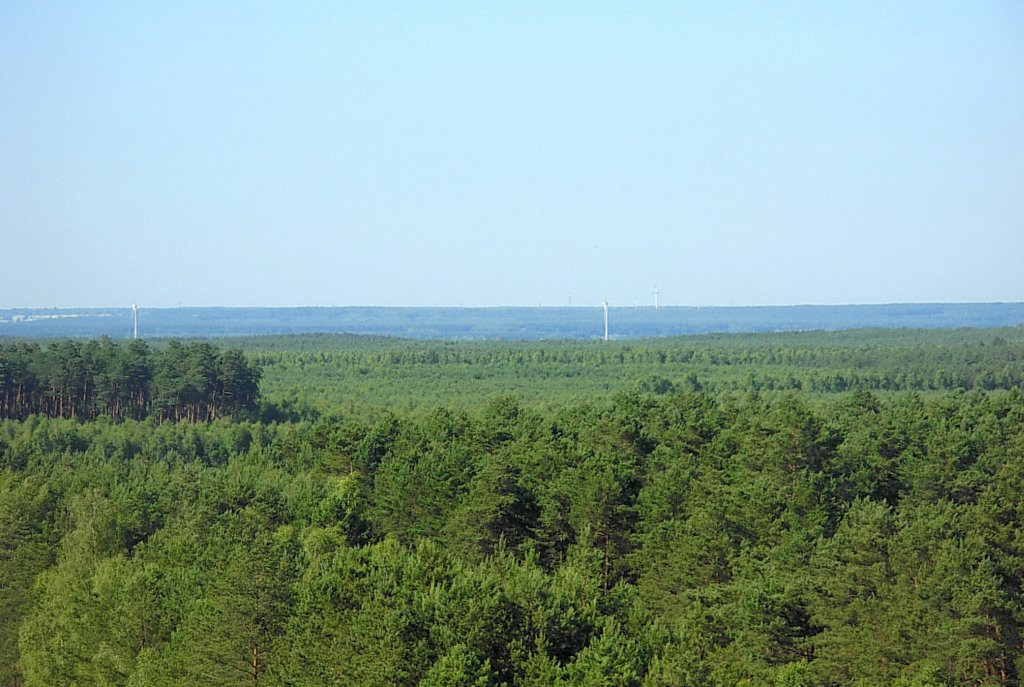
Widok ze Szwedzkiej Góry – najwyższej wydmy w Puszczy Bydgoskiej

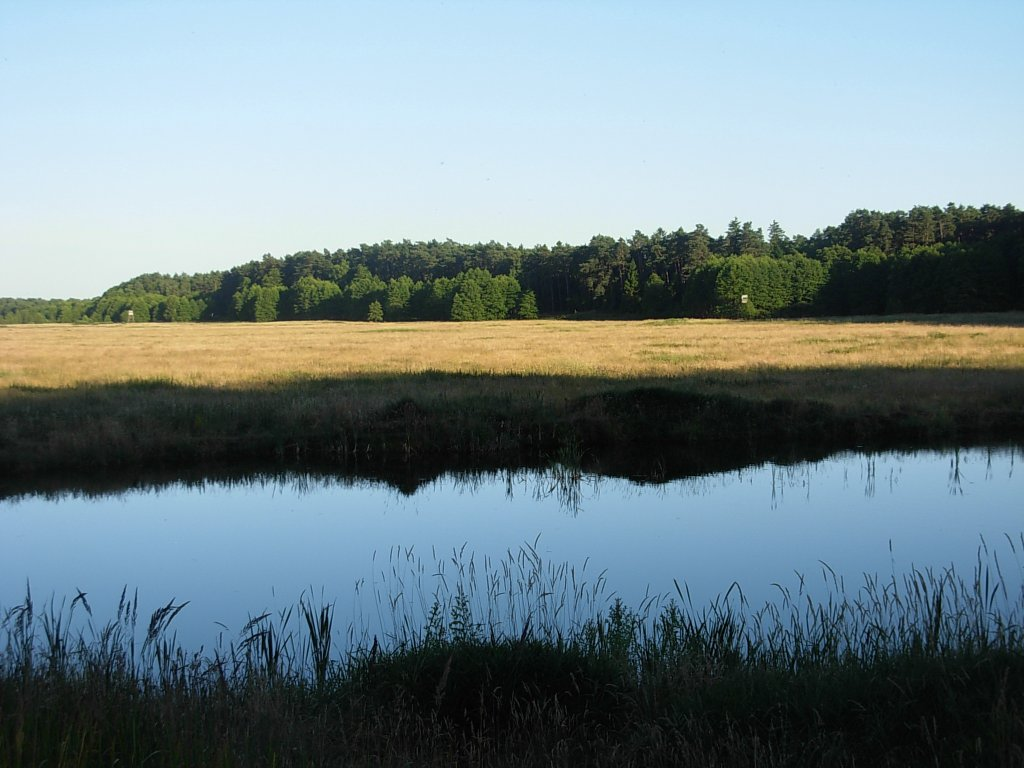
Studzienieckie Łąki koło Chrośnej

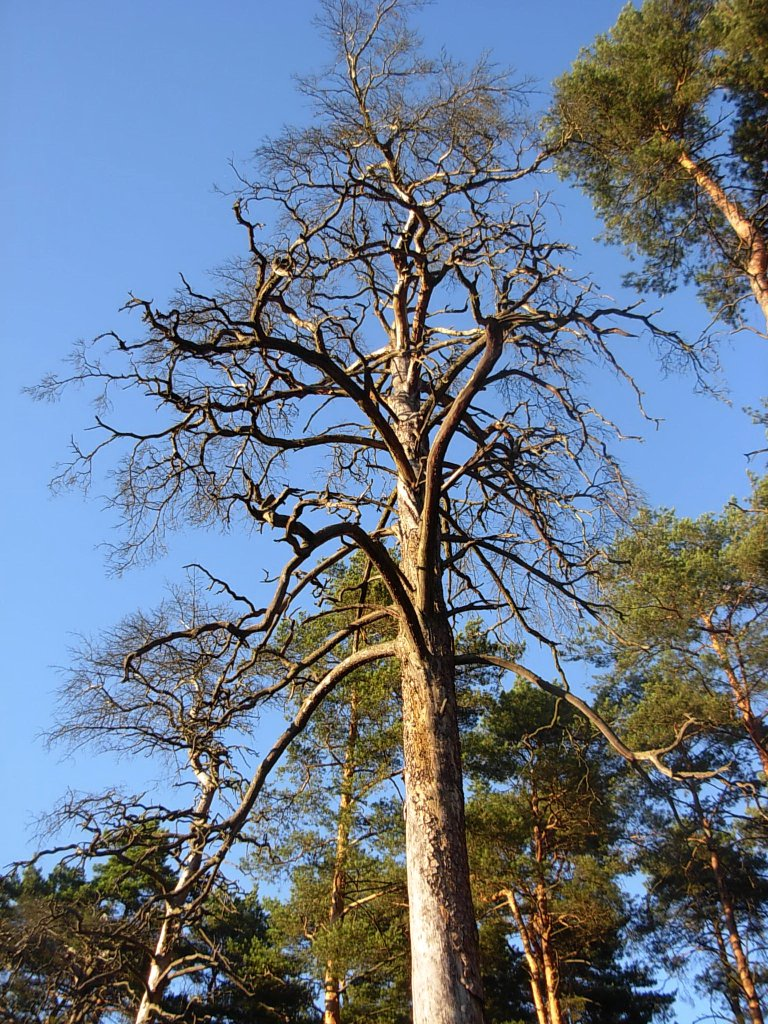
Rezerwat przyrody Łażyn – zamarły starodrzew sosny

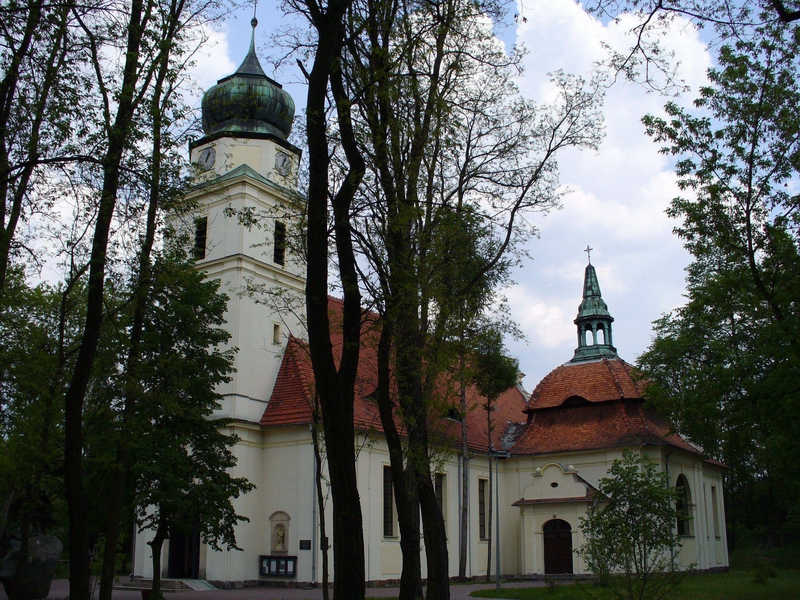
Kościół św. Stanisława Biskupa i Męczennika w Solcu Kujawskim

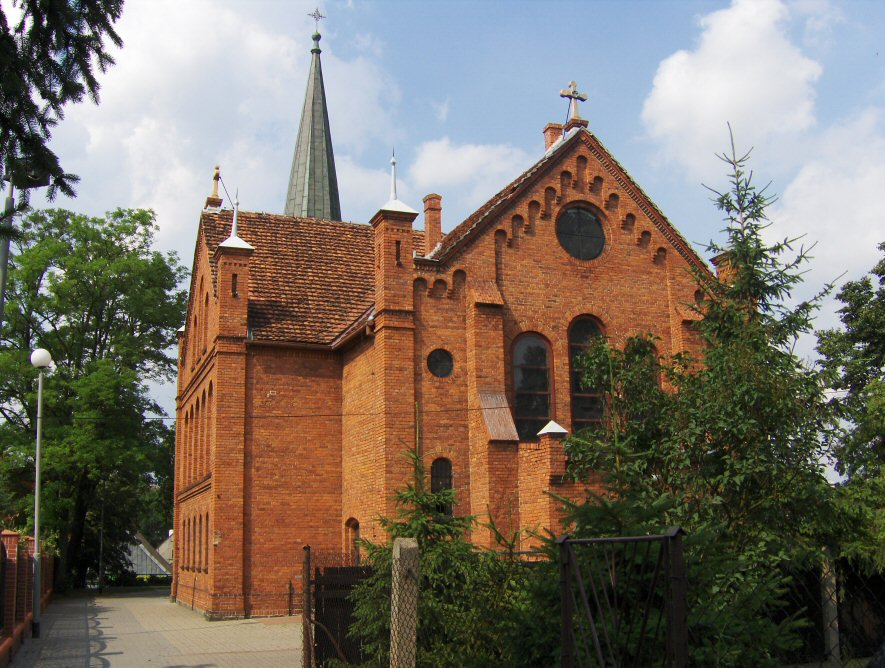
Kościół Najświętszego Serca Pana Jezusa w Solcu Kujawskim – dawny zbór ewangelicki

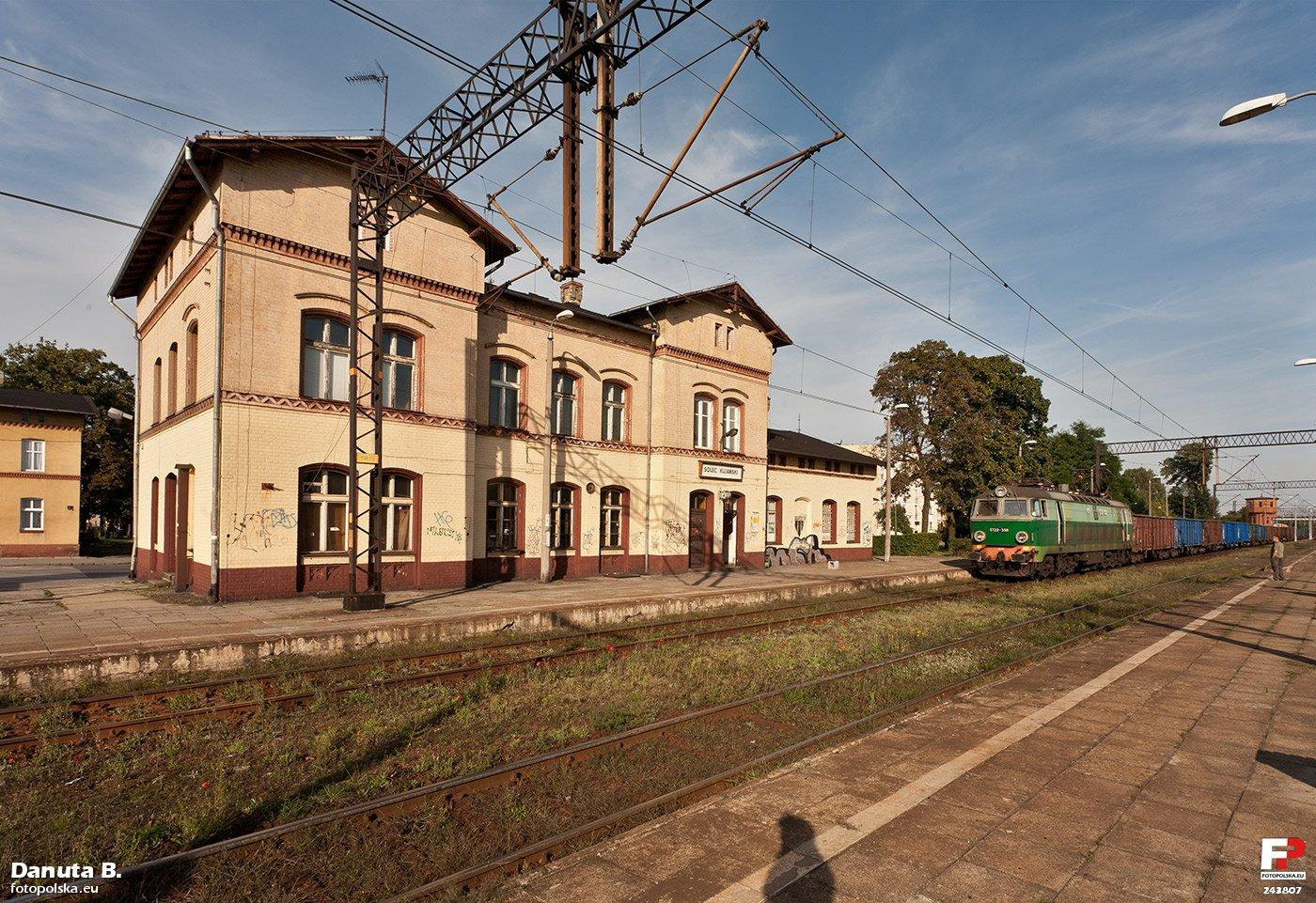
Solec Kujawski (stacja kolejowa)

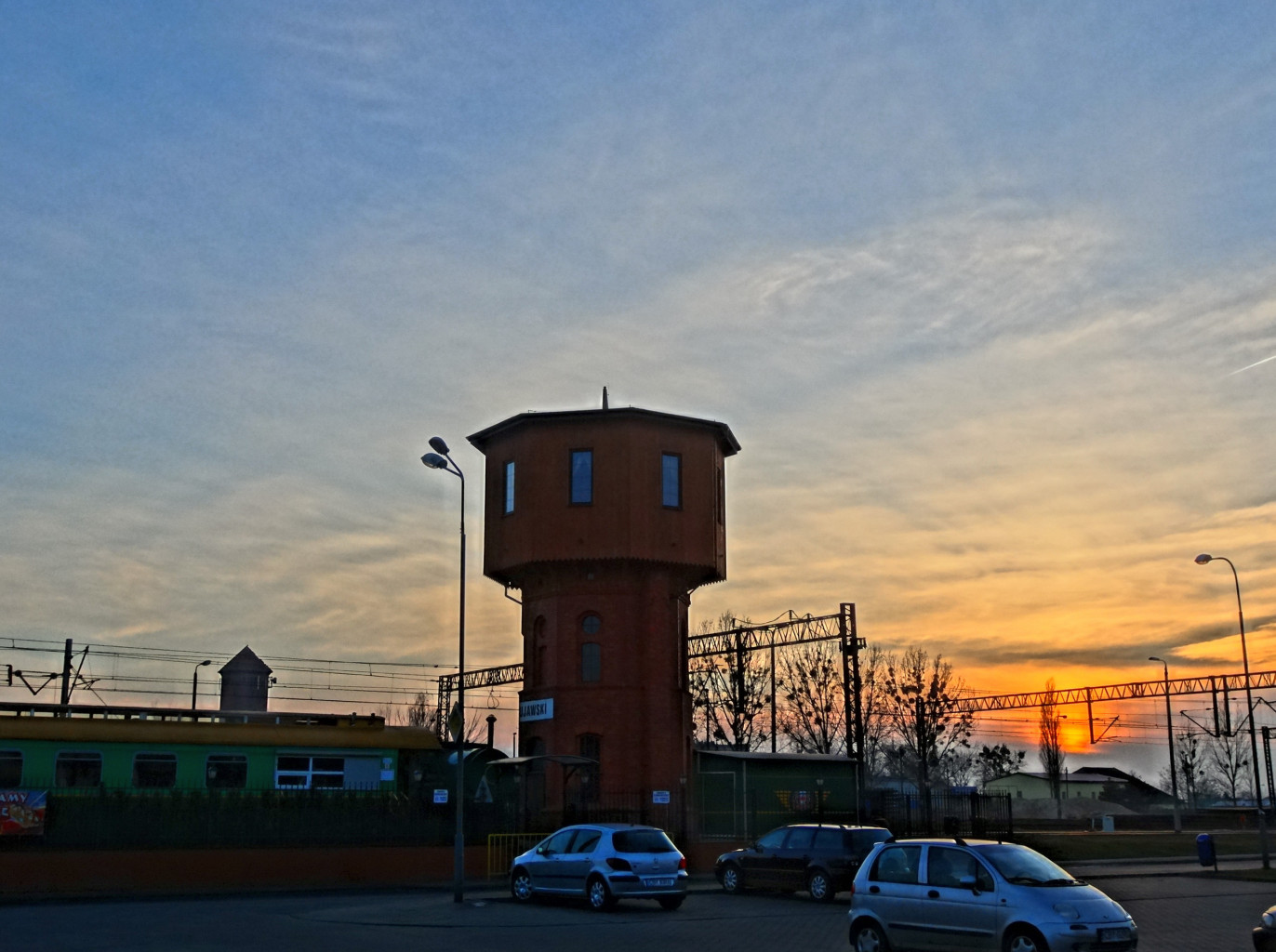
Kolejowa wieża ciśnień w Solcu Kujawskim

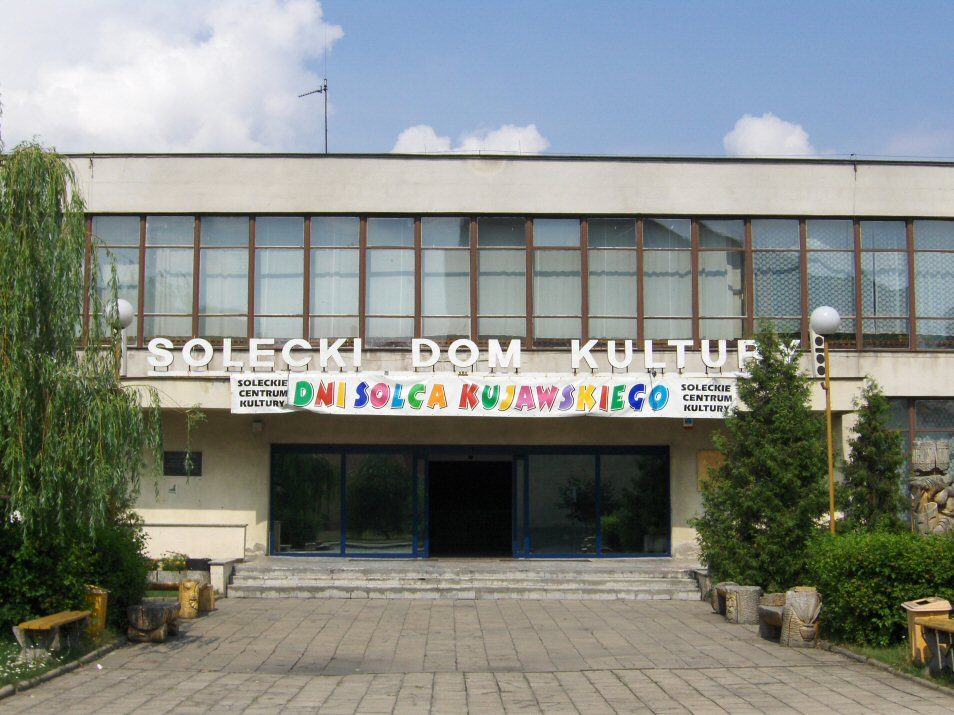
Solecki Dom Kultury

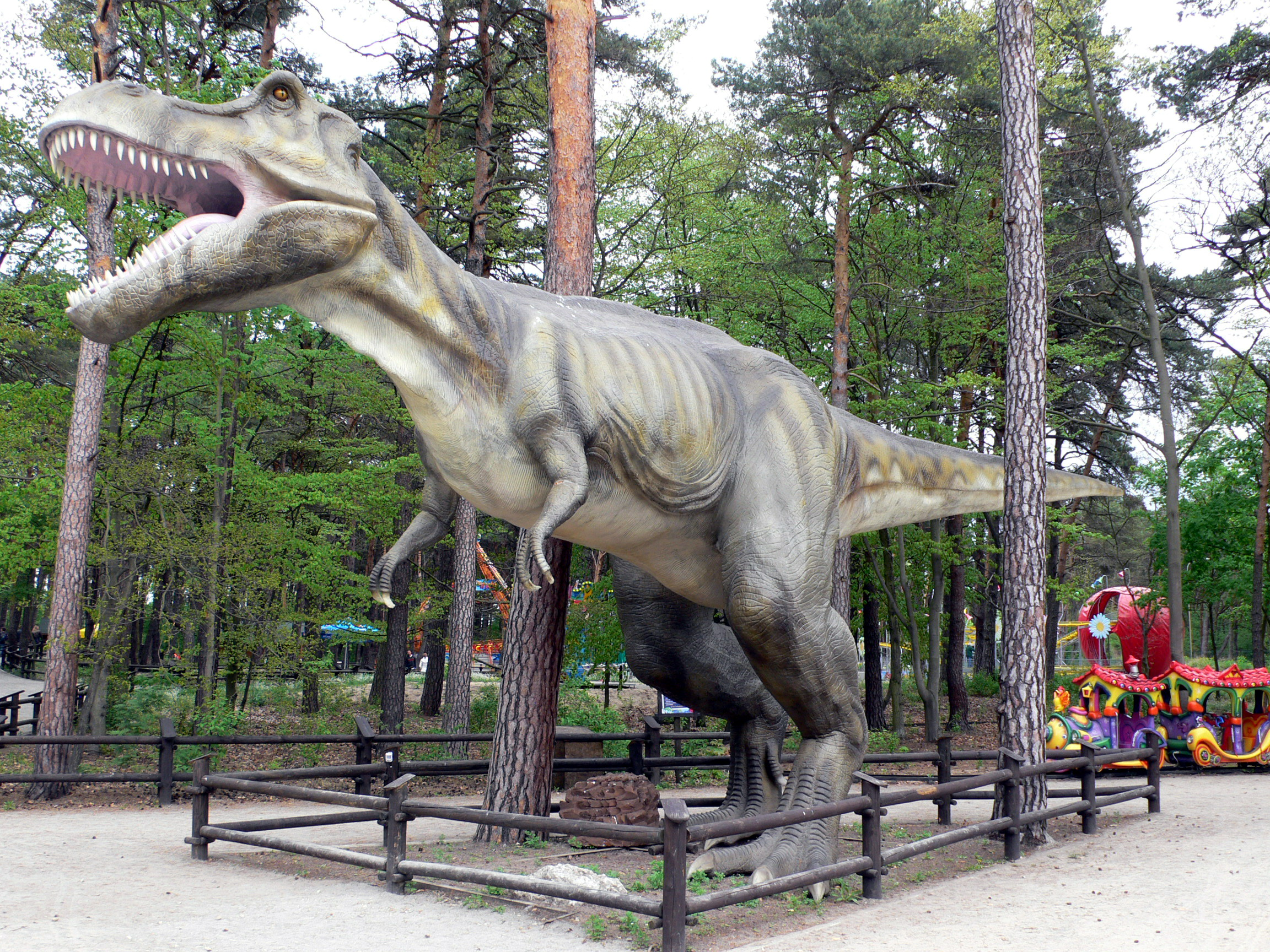
JuraPark Solec

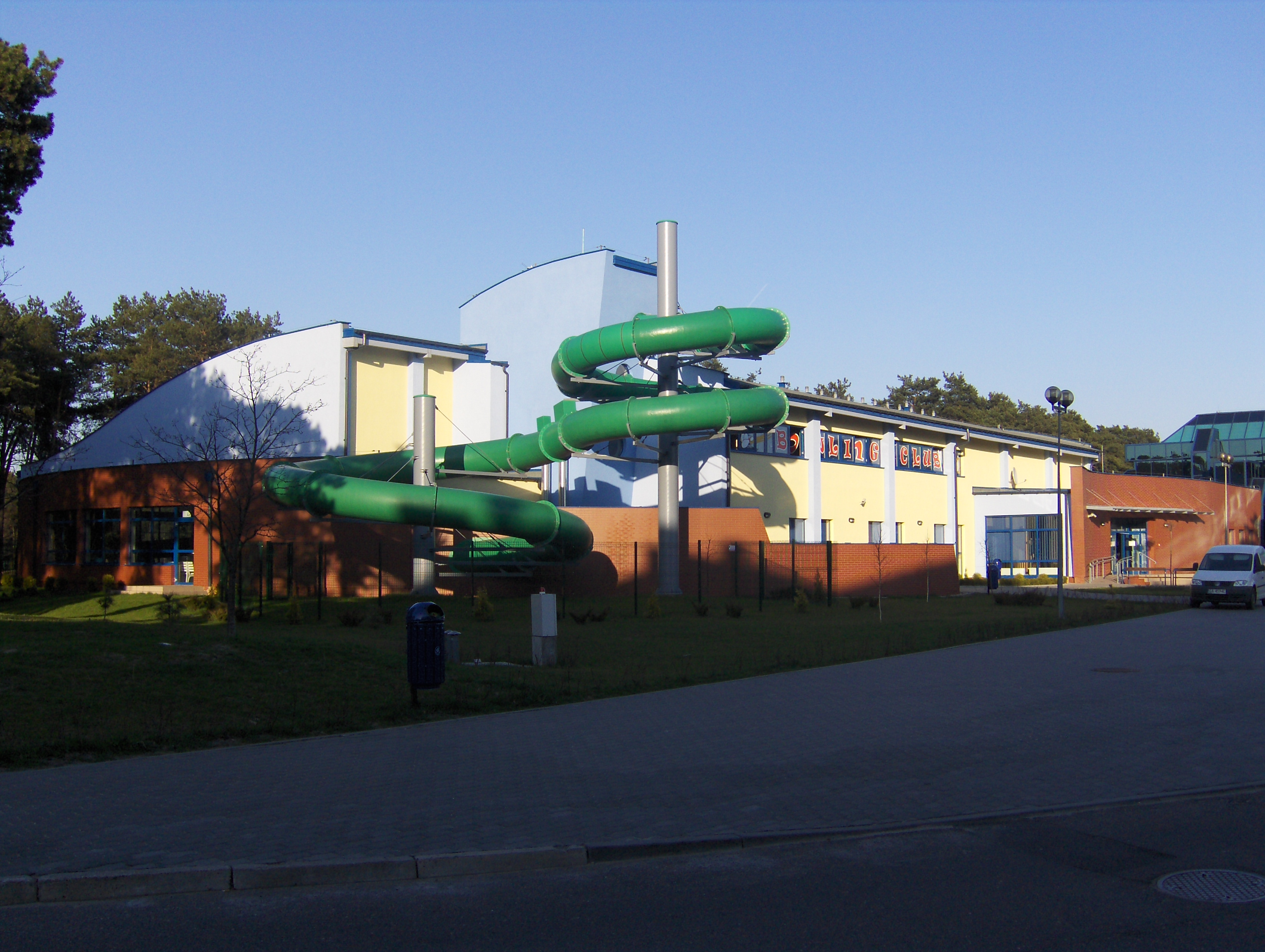
Park wodny w Solcu Kujawskim

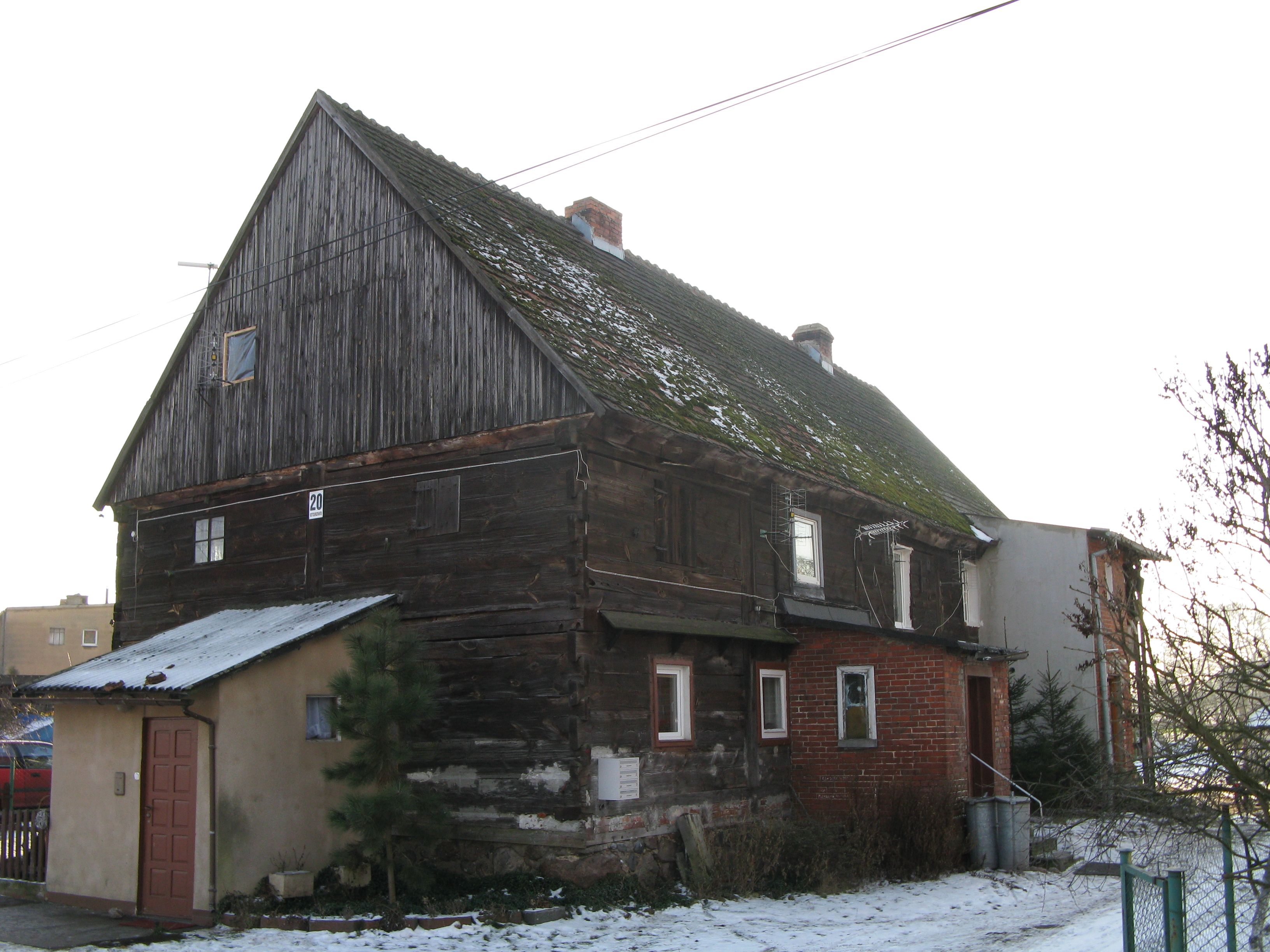
Spichlerz pomennonicki w Otorowie, tzw. Czarna Warszawa

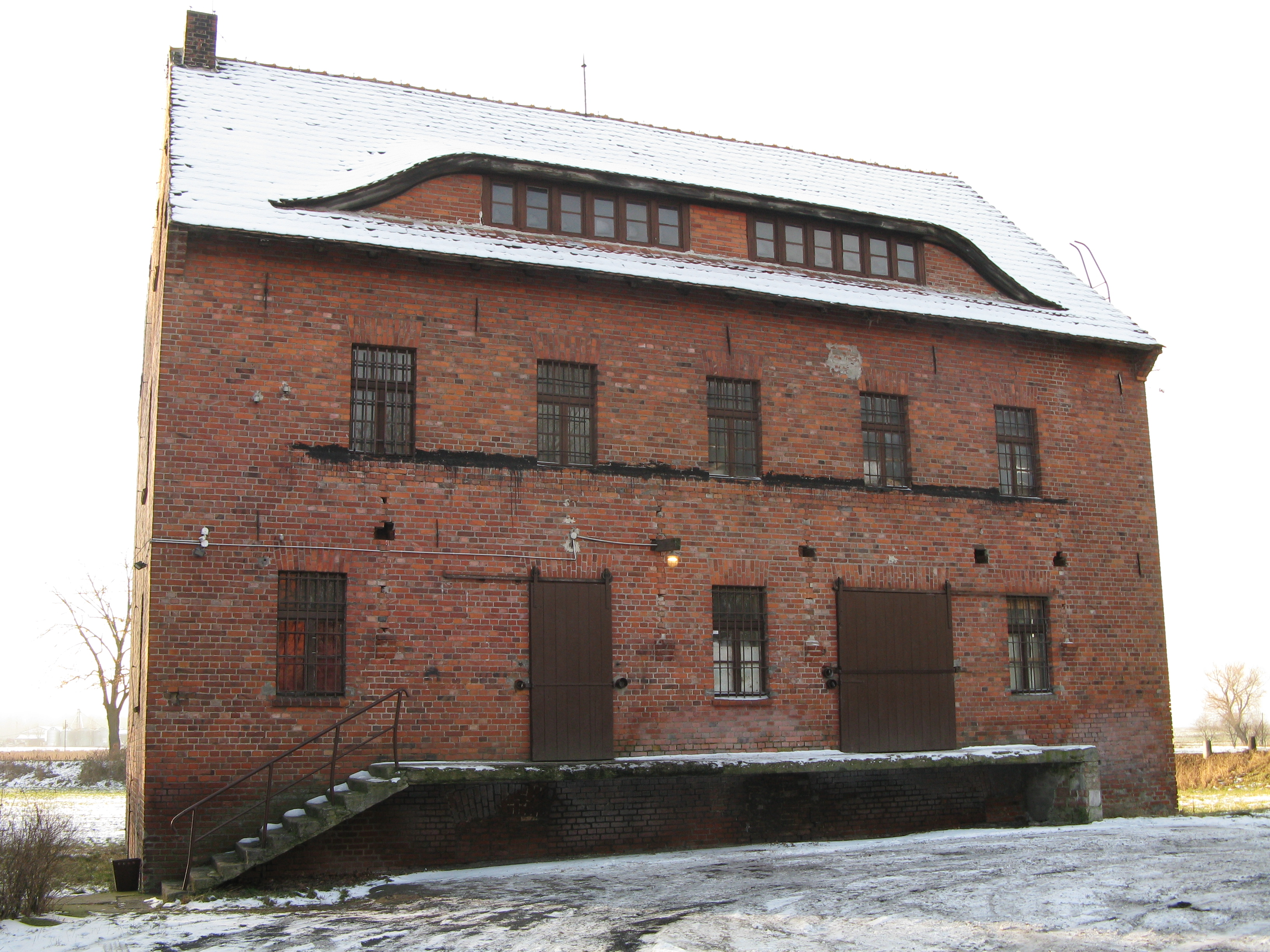
Dawny młyn w Otorowie

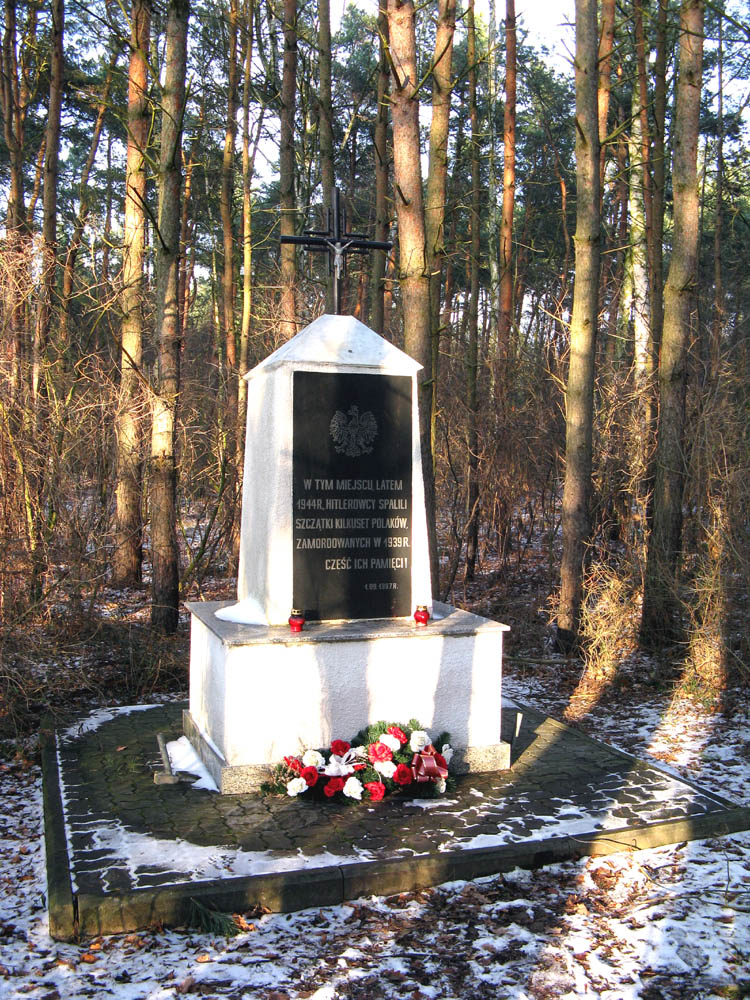
Pomnik zbrodni w Otorowie

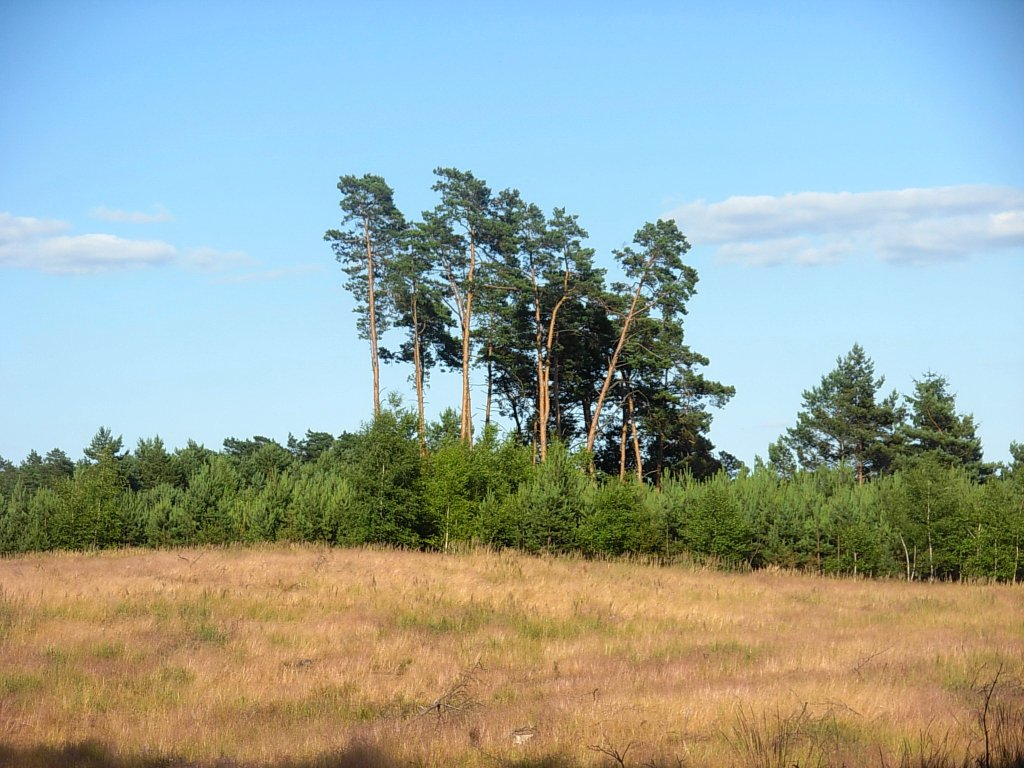
Puszcza Bydgoska w gminie Solec Kujawski

Solec Kujawski – gmina miejsko-wiejska w Polsce położona w województwie kujawsko-pomorskim, w powiecie bydgoskim.
Siedzibą gminy jest miasto Solec Kujawski. Gmina stanowi 12,6% powierzchni i 15,1% ludności powiatu bydgoskiego. Odznacza się najwyższą lesistością w powiecie i w województwie kujawsko-pomorskim.
W latach 1975–1998 gmina administracyjnie należała do województwa bydgoskiego.

## Położenie
Gmina Solec Kujawski położona jest w województwie kujawsko-pomorskim, w powiecie bydgoskim. Od zachodu sąsiaduje z Bydgoszczą i gminą Nowa Wieś Wielka, od południa z gminą Rojewo w powiecie inowrocławskim, od wschodu z gminą Wielka Nieszawka, a od północy poprzez Wisłę z gminą Zławieś Wielka – obie w powiecie toruńskim. Stolica gminy – miasto Solec Kujawski położone jest 20 km od Bydgoszczy i 35 km od Torunia.
Sąsiednie gminy: Nowa Wieś Wielka, Rojewo, Wielka Nieszawka, Bydgoszcz, Zławieś Wielka.

## Warunki naturalne
Gmina Solec Kujawski położona jest w całości w mezoregionie Kotlina Toruńska, w dużej części w mikroregionie Wydmy Puszczy Bydgoskiej. Przylega od północy do Wisły, a w części centralnej i południowej wznosi się na wysoki taras pradolinny o wysokości bezwzględnej 70–75 m n.p.m., który jest podstawową megaformą Kotliny Toruńsko-Bydgoskiej. Charakterystycznym urozmaiceniem wyższych powierzchni terasowych są wydmy, porośnięte zwarcie Puszczą Bydgoską. Występujące w gminie Solecko-Chrośnieńskie pole wydm śródlądowych należy do sześciu największych kompleksów tego typu w Puszczy Bydgoskiej. Klasyczne wydmy paraboliczne, wały wydmowe oraz obiekty powstałe z przenikania różnych form terenowych posiadają wysokości względne dochodzące do 30 m, a bezwzględne – ponad 100 m n.p.m..
Na południowych rubieżach gminy koło Chrośnej zlokalizowany jest ostaniec erozyjny w Kotlinie Toruńskiej, zbudowany z morenowych glin piaszczystych i wyniesiony kilka metrów wyżej niż poziom terasy pradolinnej.
Najwyższy punkt gminy 115,9 m n.p.m. znajduje się na szczycie Góry Szwedzkiej na północny wschód od Chrośnej. Jest to najwyższy szczyt w całej Puszczy Bydgoskiej. Najniższy punkt gminy stanowi natomiast brzeg Wisły (30 m n.p.m.).
Terasy zalewowe i nadzalewowe w pobliżu Wisły użytkowane są rolniczo. Dominującym rodzajem gleb występujących na terenie gminy są gleby bielicoziemne i piaskowe, nadające się jedynie do upraw leśnych. Powszechny w gminie (poza terasa zalewową) jest krajobraz eoliczny. Piaszczyste wydmy usypane przez wiatr występują zarówno na niższych terasach nadzalewowych, jak i na zasadniczej terasie pradolinnej. Jedynie w obrębie wysp glacjalnych oraz w rejonie Kabatu, Wypalenisk oraz Chrośnej występują grunty rolne i zabudowa.
Wzdłuż Wisły, na skraju Puszczy Bydgoskiej położone są szlaki komunikacyjne (droga, kolej) oraz większość jednostek osadniczych gminy. Największa z nich to miasto Solec Kujawski, pełniący funkcję centrum gminy ze względu na lokalizacje instytucji publicznych, usług oraz największą liczbę mieszkańców.
Wydmy Puszczy Bydgoskiej stanowią w większości teren bezodpływowy, a opady atmosferyczne zasilają wody podziemne. Jedynym większym ciekiem jest płynąca tuż za wschodnimi rubieżami gminy Zielona Struga, której dopływem jest m.in. Kanał Chrośniański. Z terasy pradolinnej ku Wiśle spływają pojedyncze cieki wodne np. Struga Otorowska, Struga Młyńska, Struga Solecka. Na łąkach nadwiślańskich istnieją rowy melioracyjne m.in. Rów Solecki, Kanał Przyłubie, Kanał Łęgnowo. Niektóre cieki np. w Rudach i Otorowie wykorzystano już w XV w. do napędu młynów wodnych, a obecnie miejscami są podpiętrzone tworząc stawy. W Makowiskach po II wojnie światowej urządzono kompleks stawów hodowlanych. Na terenie Puszczy Bydgoskiej po dawnych zastoiskach wodnych pozostało kilka zagłębień torfowiskowych i podmokłe łąki. Największe z nich to Studzienieckie Łąki, koło Chrośnej położone na południowej rubieży gminy.
Etnicznie gmina obejmuje zachodnią część Kujaw Nadwiślańskich nazywanych Kujawami Piaszczystymi lub Białymi w odróżnieniu od Kujaw Czarnych inowrocławskich.

## Struktura powierzchni
Miejsko-wiejska gmina Solec Kujawski zajmuje obszar o powierzchni 175,4 km², w tym miasto – 18,7 km² i tereny wiejskie – 156,7 km². Struktura powierzchni wygląda następująco:
- użytki rolne: 18,2%
- użytki leśne: 88,3%

Gmina należy do najbardziej zalesionych w województwie kujawsko–pomorskim, wyróżniając się pod tym względem także w kraju.

## Demografia

### Stan obecny
Dane z 31 grudnia 2019 (według faktycznego miejsca zamieszkania):
| Opis                              | Ogółem | Ogółem | Kobiety | Kobiety | Mężczyźni | Mężczyźni |
| --------------------------------- | ------ | ------ | ------- | ------- | --------- | --------- |
| jednostka                         | osób   | %      | osób    | %       | osób      | %         |
| populacja                         | 15 998 | 100    | 8284    | 51,8    | 7714      | 48,2      |
| gęstość zaludnienia (mieszk./km²) | 91,23  | 91,23  | 47,24   | 47,24   | 43,99     | 43,99     |

31 grudnia 2019 roku tereny miejskie zamieszkiwało 14 876 osób (93,0%), a tereny wiejskie – 1122 osoby (7,0%).
- Piramida wieku mieszkańców gminy Solec Kujawski w 2017 roku[2].

## Miejscowości
Sieć osadniczą gminy tworzy miasto Solec Kujawski wraz z 4 osiedlami (jednostki pomocnicze miasta) i 14 miejscowościami wiejskimi o liczbie mieszkańców zawierającej się w przedziale od 1 do ok. 300. Są to: Chrośna, Otorowo, Makowiska, Przyłubie, Rudy, Wypaleniska i Kabat oraz leśnictwa: Chojnaty, Gajtowo, Jarzębiec, Lesisko, Osiek, Ustronie i Zawiszyn. Miejscowości wiejskie wchodzą w skład czterech sołectw liczących do 500 osób. W liczbie mieszkańców gminy w 2013 roku aż 93% stanowiła ludność Solca Kujawskiego. Około 300 mieszkańców liczy Otorowo, powyżej 200 – Przyłubie, a 140 – Rudy, Chrośna i Makowiska.
Gęstość zaludnienia odniesiona do powierzchni obszaru gminy pomniejszonej o powierzchnię lasów, łąk i pastwisk wynosi ok. 1250 osób/km² dla miasta Solec Kujawski (największa w powiecie), a dla otaczających wsi tylko 32 osób/km² (najmniejsza w powiecie). Widoczna jest więc ogromna dysproporcja między dużym skupiskiem ludności, jakim jest stolica gminy, a słabo zaludnionymi okolicami wiejskimi. Wynika to z warunków naturalnych, tj. rekordowej skali powiatu i województwa lesistości.

## Zasoby naturalne
Na terenie gminy występują udokumentowane złoża kruszywa naturalnego o zasobach pozwalających na ich eksploatację na skalę przemysłową. Eksploatowane są złoża w rejonie Solca Kujawskiego, Przyłubia i Otorowa. Złoża torfu w Chrośnej i Otorowie nie są eksploatowane.

## Rolnictwo
Gmina Solec Kujawski generalnie posiada mało korzystne uwarunkowania przyrodnicze do rozwoju rolnictwa. Gleby rolnicze występują jedynie na terasie zalewowej i nadzalewowej w pobliżu Wisły, które występują na wschód jak i na zachód od Solca (Otorowo, Przyłubie). Zbudowane są z mułków, piasków pylastych i drobnoziarnistych o miąższości 2–4 m. Terasa zalewowa ma szerokość do 0,7- 0,8 km. Terasy nadzalewowe położone są na wysokości 36 – 48 m n.p.m. Maja one charakter erozyjny.
Łącznie w gminie Solec Kujawski jest 2707 ha użytków rolnych, z czego 1589 ha to grunty orne, 731 ha łąki, a 378 ha pastwiska. Aż 13103 ha w gminie zajmują lasy i grunty leśne. W 2002 r. liczba gospodarstw rolnych wynosiła 357, z czego 355 stanowiły gospodarstwa indywidualne.

## Leśnictwo
Trzy czwarte powierzchni gminy zajmują lasy, należące do Puszczy Bydgoskiej. Są to lasy ochronne, w tym lasy glebo i wodochronne. Lesistość gminy wynosi 74,0% (80,2% na obszarze wiejskim gminy) co daje 2. miejsce w województwie kujawsko-pomorskim oraz 30 pozycję wśród gmin w Polsce. Większość lasów to lasy państwowe będące w zarządzie Nadleśnictwa Solec Kujawski (część zachodnia i centralna gminy) i Cierpiszewo (część wschodnia). Są one przyporządkowane administracyjnie do leśnictw: Solec-Miejskie, Zagórzanka, Jezierce, Łażyn, Chrośna, Grodzyna, Chojnaty i Jarki. W obrębie Solec przeważają siedliska boru świeżego (80%) oraz boru mieszanego świeżego (17%), a w obniżeniach terenowych znajdują się także siedliska lasowe (2%) oraz olsy. Wśród borów świeżych występują zarówno niewielkie płaty ubogich fitocenoz boru suchego, jak i płaty żyźniejszego kontynentalnego boru mieszanego.
Dominują zdecydowanie drzewostany sosnowe średnich klas wiekowych (w 2012 roku przeciętny wiek drzewostanów w obrębie Solec Kujawski wynosił 62 lata) z niewielkim udziałem gatunków liściastych: brzoza (3,3%), olsza (0,8%), dąb (0,6%), modrzew (0,2%). W latach 2002–2012 największy wzrost udziału w drzewostanie uzyskał dąb, a spadek topola, olcha i brzoza. Gmina położona jest poza zasięgiem naturalnym takich drzew jak: buk, jodła pospolita, brekinia oraz świerk pospolity.
W lasach Puszczy Bydgoskiej pospolicie występują takie zwierzęta jak: jeleń, daniel, sarna, dzik, lis, jenot, borsuk, kuna, zając i królik, bażant, kuropatwa i inne ptaki. Przejściowo występuje łoś, a po 2000 r. pojawiły się pojedyncze watahy wilków.

## Ochrona przyrody
Około 64% powierzchni gminy objęte jest różnymi formami ochrony przyrody. Środkową i południową część gminy – teren Puszczy Bydgoskiej obejmuje Obszar Chronionego Krajobrazu Wydm Kotliny Toruńsko-Bydgoskiej. Przy zachodniej granicy gminy znajduje się rezerwat przyrody Łażyn, gdzie objęty ochroną jest naturalny 120-letni starodrzew sosnowy w Puszczy Bydgoskiej wraz z okazami flory i fauny chronionej. Śródleśne bagna, podmokłe łąki i wydma w Otorowie objęte są ochroną jako użytki ekologiczne. Stare okazy drzew ustanowiono pomnikami przyrody (19), m.in. sosny zwyczajne, dęby szypułkowe, topole czarne i białe trójwierzchołkowe oraz głaz narzutowy o obwodzie 695 cm. Północna część gminy przylegająca do Wisły objęta jest ochroną w obszarach Natura 2000: Dolina Dolnej Wisły, Solecka Dolina Wisły i Dybowska Dolina Wisły
Na tle europejskiej sieci ekologicznej ECONET cały teren gminy Solec Kujawski stanowi fragment korytarza ekologicznego o randze międzynarodowej. W waloryzacji korytarzy ekologicznych Polski Dolina Wisły uzyskała rangę najwyższą, a odcinek związany z Kotliną Toruńsko-Bydgoską zaliczono do terenów o wysokiej II kategorii.

## Radiowe Centrum Nadawcze
Na polanie położonej w centrum Puszczy Bydgoskiej, we wsi Kabat, na obszarze po byłym poligonie zlokalizowane jest Radiowe Centrum Nadawcze I Programu Polskiego Radia. Studio radiowe znajduje się w Warszawie, skąd sygnał przekazywany jest drogą satelitarną do Radiowego Centrum Nadawczego. Istnieje również drugie łącze światłowodowe, pozostające jednak w rezerwie. Centrum to wyposażone jest w dwa maszty, głównie celem zwiększenia mocy w kierunku południowo-wschodnim Polski. Maszty te tworzą aktywny układ antenowy (dwa maszty pracują równocześnie), celem wzmocnienia sygnału.

## Transport

### Transport drogowy
Podstawowy układ drogowy w gminie tworzą: droga krajowa (18,8 km), cztery drogi wojewódzkie (16,7 km) i pięć dróg powiatowych (27,2 km). Układ ten uzupełniony jest siecią 67 dróg gminnych zamiejskich i 119 ulic miejskich.
Przez teren gminy przebiegają następujące drogi: nr 10, a także drogi wojewódzkie: nr 204 (dojazd do stacji kolejowej w Solcu Kujawskim), nr 249 (Czarnowo - prom na Wiśle - Solec Kujawski), nr 394 (Solec Kujawski - Przyłubie do drogi krajowej nr 10) oraz nr 397 (Otorowo - Makowiska do drogi krajowej nr 10). W głąb Puszczy Bydgoskiej, do Chrośnej i Wypalenisk wiodą drogi powiatowe.
Droga krajowa nr 10 przewidziana jest do rozbudowy w drogę ekspresową S10. Od lat 70. XX w. w Solcu planowany jest stopień piętrzący na Wiśle, na którym ma powstać również droga przez rzekę. W planach zagospodarowania województwa kujawsko-pomorskiego istnieją zapisy o budowie mostu przez Wisłę w Solcu Kujawskim, który połączyłby drogi krajowe nr 10 i 80.

### Transport kolejowy
Przez gminę z zachodu na wschód przebiega dwutorowa linia kolejowa nr 18, która posiada przystanki w Solcu Kujawskim oraz Przyłubiu. Pociągi pośpieszne i ekspresowe zatrzymują się wyłącznie na stacji Solec Kujawski.
W planach zagospodarowania województwa kujawsko-pomorskiego ujęto budowę terminala intermodalnego w Solcu Kujawskim, który łączyłby transport kolejowy, drogowy oraz rzeczny Wisłą (E40) i drogą wodną Wisła-Odra (E70).

## Gospodarka
W 2013 r. w gminie zarejestrowanych było 1,6 tys. podmiotów gospodarczych, a bezrobocie było niższe niż w regionie i kraju. 94% podmiotów gospodarczych w gminie prowadzi działalność w Solcu Kujawskim. W gminie funkcjonują trzy duże i około 110 małych i średnich przedsiębiorstw. Trzy czwarte podmiotów gospodarczych stanowią firmy osób fizycznych, wśród których przeważają działające w sferze usług, przemysłu i budownictwa.
Od 2001 r. w Solcu Kujawskim trwa budowa Parku Przemysłowego. I etap tworzenia Parku został zrealizowany na obszarze 36,3 ha i został wypełniony inwestorami do końca 2006 roku. II etap powstał na obszarze 31,0 ha. Park Przemysłowy w Solcu Kujawskim położony jest między linią kolejową nr 18 na północy, a drogą krajową nr 10 na południu. W parku działa kilkanaście przedsiębiorstw, głównie z branży tworzyw sztucznych, kamienia naturalnego, produkcji mebli, drobiarstwa, przemysłu motoryzacyjnego i logistyki. Wybudowano tam także Inkubator Przedsiębiorczości oraz Regionalne Centrum Przedsiębiorczości.
Do większych przedsiębiorstw na terenie gminy należą m.in. Solbet Sp. z o.o. (największy w Polsce producent betonu komórkowego), Fabryka Autobusów Solbus Sp. z o.o., KMW Engineering (produkcja systemów wentylacyjnych i klimatyzacyjnych), P.P.H.U. „Autos” (dystrybutor części do pojazdów ciężarowych), P.W.P.U. Granit (jedna z większych firm kamieniarskich w Polsce), Pasaco Sp. z o.o. (produkcja papierów powlekanych), Drobex Sp. z o.o., Ortis S.A..
Na uwagę zasługuje także budownictwo mieszkaniowe. W latach 2002–2013 oddano do użytku 491 nowych mieszkań, głównie w Solcu Kujawskim.

## Infrastruktura społeczna

### Edukacja
W podsoleckich wsiach olęderskich pierwsze szkoły ludowe powstały w XVII wieku. Szkoła katolicka w Solcu istniała w XVIII wieku, a od 1840 r. także ewangelicka. W 1873 r. wzniesiono nowy budynek szkolny w Solcu, w którym uczyły się dzieci obu wyznań. Kolejne cztery szkoły elementarne powstały w latach 1884, 1889 i 1906. W I połowie XIX wieku obowiązywał obowiązek szkolny dla chłopców, potem poszerzony również o dziewczęta. W wielu miejscowościach w gminie istniały szkoły ludowe, które kontynuowały działalność w okresie międzywojennym, z polskim językiem nauczania. W latach 60. XX wieku rozpoczęto proces wygaszania mniejszych szkół, a dzieci kierowano do szkoły zbiorczej w Solcu Kujawskim. Od 1999 r. w stolicy gminy utworzono gimnazja.
W 2013 roku w gminie Solec Kujawski działało 7 placówek oświatowych, w tym 2 szkoły podstawowe i 2 gimnazja. Szkolnictwo ponadpodstawowe było reprezentowane przez Zespół Szkół Ogólnokształcących i Zawodowych, w którego skład wchodziły: Liceum Ogólnokształcące, Liceum Profilowane, Policealne Studium Informatyczne, Technikum Ekonomiczne, Technikum Handlowe i Zasadnicza Szkoła Zawodowa. W Solcu Kujawskim znajduje się także Liceum Ogólnokształcące Dla Dorosłych. Dodatkowo funkcjonują 3 przedszkola (w tym 2 niepubliczne) oraz 2 oddziały przedszkolne przy szkołach podstawowych. Wszystkie placówki zlokalizowane są w Solcu Kujawskim.

### Kultura
Tradycje kulturalne sięgają początku XX wieku, kiedy założono polskie Towarzystwa Śpiewacze oraz Bractwo Kurkowe w Solcu (1902). Obecnie życie kulturalne gminy skupia się wokół Soleckiego Domu Kultury. Organizuje ono wiele imprez, m.in. „Dni Solca”. W ramach SDK funkcjonują m.in. zespół folklorystyczny Solecczanie, grupa teatralna i chór Cantabile. Od 1992 r. czynna jest galeria Homo Faber, gdzie prezentowane są wystawy zbiorowe dzieł miejscowych twórców oraz indywidualistów. W stolicy gminy funkcjonują również dwie biblioteki oraz Muzeum Solca im. księcia Przemysła, otwarte w 2009 roku w tzw. willi Anna. Ekspozycja stała przedstawia dzieje Solca Kujawskiego i okolic. Swoją siedzibę ma tutaj również Towarzystwo Miłośników Solca Kujawskiego.

### Sport
Na terenie gminy zarejestrowanych jest 7 klubów sportowych z 14 sekcjami. Główne centrum sportowe stanowi Ośrodek Sportu i Rekreacji w Solcu Kujawskim dysponujący m.in. parkiem wodnym, halą widowiskowo-sportową, siłownią stadionem sportowym i kompleksem boisk Orlik 2012.

### Ochrona zdrowia
Na terenie miasta i gminy funkcjonują 4 przychodnie lekarskie. Wysokospecjalistyczne usługi medyczne realizowane są w Bydgoszczy.

### Inne placówki
W gminie Solec Kujawski istnieje szereg placówek komunalnych, prowadzonych przez lokalny samorząd. Należą do nich m.in. Miejsko-Gminny Ośrodek Pomocy Społecznej, placówki Ochotniczej Straży Pożarnej, poczty i policji. Odbiór ścieków z gminy zapewnia oczyszczalnia ścieków „Kapuściska” w Bydgoszczy-Łęgnowie.

## Stosunki wyznaniowe
Od połowy XIV wieku w Solcu istnieje kościół katolicki pw. św. Stanisława, którego parafia obejmowała również większość osad wiejskich gminy. W 1847 r. w Solcu, a w 1911 w Łęgnowie wzniesiono świątynie, służące miejscowym gminom ewangelickim. Po 1945 r. zbory ewangelickie przekazano katolikom i stały się one kościołami parafialnymi: Najświętszej Maryi Panny Królowej Polski w Bydgoszczy-Łęgnowie (1968) i Najświętszego Serca Pana Jezusa w Solcu (1976). Ta ostatnia obejmuje swoim zasięgiem Makowiska i Otorowo.
W 1993 r. erygowano w Solcu Kujawskim parafię pw. bł. Michała Kozala, a w 2008 r. parafię Nawrócenia św. Pawła, która obejmuje również Kabat i Przyłubie.

## Turystyka
Powszechne w gminie są ślady osadnictwa olęderskiego. Jego ślady widoczne są m.in. w Otorowie i Przyłubiu. Oprócz chat z XVIII wieku można obejrzeć stary mennonicki cmentarz z nagrobkami otoczonymi kutymi parkanami.
W Solcu Kujawskim znajduje się park jurajski JuraPark Solec otwarty w 2008 roku, objęty patronatem przez Wydział Geologii Uniwersytetu Warszawskiego. Długość trasy zwiedzania liczy 2 km i liczy 160 rekonstrukcji gadów z epoki mezozoicznej. W sąsiedztwie znajduje się Ośrodek Sportu i Rekreacji, dysponujący m.in. aquaparkiem.
Wśród obiektów przyrodniczych dobre warunki wypoczynku gwarantuje Puszcza Bydgoska położona w krajobrazie pól wydmowych. Nad Wisłą znajdują się stare topole ustanowione pomnikami przyrody. Akcent widoczny daleka to Radiowe Centrum Nadawcze z dwoma masztami o wysokości ok. 300 m, zbudowane w 1999 roku na dawnym poligonie Kabat. Umożliwia ono słuchanie I Program Polskiego Radia w całym kraju i poza jego granicami.
Przez teren gminy wytyczono kilka znakowanych szlaków turystycznych PTTK, prowadzących głównie przez Puszczę Bydgoską. Są to:
- szlak (30,5 km) „Komputerków”[a] wiodący z Bydgoszczy przez jezioro Jezuickie, dalej zanikłą wieś Łażyn do Solca Kujawskiego;
- szlak (40,8 km) „Puszczański” z Bydgoszczy-Łęgnowa na przełaj przez Puszczę Bydgoską do Gniewkowa;
- szlak (38,6 km) „Zielonej Strugi” z Przyłubia do Rojewa śladem Zielonej Strugi – największego cieku na terenie Puszczy Bydgoskiej;
- szlak (21 km) „im. Mariana Przybylskiego” z Przyłubia przez polanę Kabat i Górę Szwedzką do Chrośnej[13].
- szlak (12 km) „im. Tadeusza Dolczewskiego”[b] z Solca Kujawskiego przez Radiowe Centrum Nadawcze I Programu PR do cmentarza mennonickiego w Przyłubiu[13].
- szlak (8,8 km) „Martyrologii Solecczan”[c] okalający miasto Solec Kujawski śladem pomników i miejsc pamięci narodowej.

Przez Gminę przebiega szlak rowerowy „Świadkowie Historii” (40 km, w tym na terenie gminy 25,3 km), upamiętniający miejsca pamięci narodowej na terenie Puszczy Bydgoskiej, wiodący m.in. przez Górę Szwedzką, Łąki Studzienieckie i Chrośnę. W lesie, tuż za zachodnimi rubieżami gminy znajduje się zanikła wieś Łażyn, która jeszcze w latach 50. liczyła kilkaset mieszkańców. Wśród lasu znajdują się relikty posesji oraz cmentarz.
W gminie znajdują się trzy turystyczne obiekty zbiorowego zakwaterowania, w których w 2010 r. udzielono łącznie 8,2 tys. noclegów. Wśród nich są 2 hotele trzygwiazdkowe: „Leśny” i „Autos” oraz Hotel OSiR w Solcu Kujawskim.

## Zabytki
Wykaz zarejestrowanych zabytków nieruchomych na terenie gminy:
- kościół parafii pod wezwaniem św. Stanisława Biskupa z 1911 roku przy ul. 23 Stycznia 5 w Solcu Kujawskim, nr A/48 z 05.04.2002 roku
- cmentarz parafii św. Stanisława Kostki z połowy XIX w. przy ul. 23 Stycznia w Solcu Kujawskim, nr A/237 z 07.03.1989 roku
- dom, obecnie szkoła zawodowa z lat 1892-1903 wraz ogrodzeniem przy ul. 23 Stycznia 13 w Solcu Kujawskim, nr A/844/1-2 z 18.12.1998 roku.
- kościół parafii pod wezwaniem Najświętszego Serca Pana Jezusa z 1847 roku przy ul. Bydgoskiej w Solcu Kujawskim, nr A/1614/1-2

Na uwagę zasługuje także zabudowa osadnictwa olęderskiego z XVIII wieku i pruskiego II połowy XIX w. Do ciekawszych obiektów należą m.in.:
- domy, zagrody, dawny dwór i leśniczówka w Chrośnej;
- zespół leśniczówki w Jeziercach;
- domy z zagrodami, młyn i spichlerz w Otorowie;
- domy pommenonickie oraz cmentarz w Przyłubiu;
- zespół dworski w Rudach.

W Solcu Kujawskim do gminnego rejestru zabytków wpisano m.in. ratusz, plebanię, szkołę, dworzec kolejowy wraz z wieżą ciśnień, obiekty poprzemysłowe (gazownia, rzeźnia) oraz kilkadziesiąt kamienic i domów mieszkalnych.
Na terenie gminy znajdują się nieczynne cmentarze ewangelickie m.in. w Solcu Kujawskim, Przyłubiu, Otorowie, Wypaleniskach i Chrośnej.

## Historia

### I Rzeczpospolita
Od XII do XVIII wieku niemal cały teren gminy wraz z kompleksem Puszczy Bydgoskiej wchodził w skład domeny monarszej, początkowo książąt kujawskich, następnie królów polskich. Od 2. połowy XIV w. aż do rozbiorów był on uposażeniem starostwa bydgoskiego. Nasilenie osadnictwa na tym terenie przypadło na XVII i XVIII wiek i związane było z nadawaniem kontraktów olęderskich przez wójtów i starostów bydgoskich i soleckich. Olędrzy wprowadzili na tych terenach wysoką kulturę rolną i hodowlę, a głównie umiejętność osuszania terenów nadwiślańskich. Sieć osadnicza ukształtowała się ostatecznie w XIX wieku. W tym czasie miała na nią wpływ planowa kolonizacja niemiecka.
Do najstarszych osad w gminie należą: Solec (1244), Otorowo (1280), Przyłubie (1359), Żółwin (1399). W 1325 r. książę kujawski Przemysław, panujący w księstwie inowrocławskim i bydgosko-wyszogrodzkim nadał Solcowi prawa miejskie magdeburskie, pierwszym wójtem mianując Tomasza z Jaksic. Solec dysponował lasem miejskim, a mieszkańcy zgodnie z aktem lokacyjnym mieli prawo korzystać z lasów, łąk i Wisły w promieniu 1 mili. W 1520 r. w źródłach pisanych znalazła się Chrośna, a w 1583 r. Rudny młyn. W 1594 roku właściciel Przyłubia sprowadził do wsi pierwszych osadników olęderskich. Pośrednikami była rodzina niemiecka Wilde z Otorowa. W 1596 r. kontrakt olęderski z rąk starosty bydgoskiego otrzymali osadnicy w Łęgnowie, a w 1604 roku także w Otorowie, Makowiskach, Fletnowie i na przedmieściu Solca (Soleckie Olędry). Do dziś zachowały się w oryginale przywileje królewskie dla olędrów w Otorowie. Pierwszy z nich wystawiony został przez Władysława IV w dniu 28 grudnia 1643 roku. Z okolic Solca Kujawskiego Holendrzy rozpostarli się na cały powiat bydgoski.
Na początku XVII wieku na terenie starostwa bydgoskiego zostało wyodrębnione starostwo niegrodowe w Solcu (Kujawskim). Jednak w dalszym ciągu w zakresie spraw policyjnych oraz jurysdykcji Solec podlegał starostwu bydgoskiemu. Starostwo soleckie obejmowało oprócz miasta Solca, cztery karczmy: koło Solca, w Otorowie, Kabacie i nad Wisłą, trzy młyny (Rudny, Koska i Otorowski) oraz dwie wsie (Kabat i Soleckie Olędry), nie posiadało natomiast żadnego folwarku. Natomiast wsie: Łęgnowo, Otorowo, Makowiska, Fletnowo (Plątnowo) i Krosno (Chrośna) były nadal uposażeniem starostwa bydgoskiego. W Chrośnie mieszkali owczarze, bartnicy i smolarze, zajmujący się wyrobem smoły drzewnej.
W czasie potopu szwedzkiego (1655-1660) i III wojny północnej (1700-1721) dobra starostwa bydgoskiego i soleckiego zostały zniszczone niemal w 100%. Odbudowa opuszczonych osad i zakładanie nowych ruszyło na nowo po 1720 roku. Młyny w Przyłubiu, Otorowie i Rudach jeszcze w 1700 r. przeszły w posiadanie olędrów. W Otorowie i Makowiskach czynne były karczmy należące do ogółu mieszkańców wsi. Dla ułatwienia odbudowy zniszczonego mienia, król August II Mocny nadał Solcowi nowe obszary leśne na południe od miasta. Nadawano wówczas osadnikom olęderskim (głównie Niemcom) nowe tereny należące zarówno do miasta, jak i do starostwa soleckiego. W ten sposób powstała osada Topole, czy folwark solecki, a pod miastem Soleckie Olędry Miejskie i Soleckie Olędry Zamkowe. Przy przeprawie przez Wisłę znajdowała się karczma (Fährkrug) należąca do miasta. Na wyżej położonych terenach, wśród lasów osadnicy zasiedlili osady Jania, Laski, Żółwin, czy Kabat. W tym czasie podmiejskie wsie były lepiej zaludnione od miasta Solca.
Wsie olęderskie opierały się na specyficznych zasadach ustrojowych. Sprawy wsi załatwiało samorządowe ciało kolegialne, wybierane przez ogół mieszkańców, a gospodarze posiadali wolność osobistą, będąc zobowiązanym jedynie do uiszczania podatków (czynsz, pogłówne, hiberna, gajowe, dziesięcina na rzecz kościoła). Chłopi olęderscy z czasem wykupili swe gospodarstwa i stali się ich prawnymi właścicielami. Do gmin olęderskich nie mogli należeć chłopi polscy. Stąd w składzie narodowościowym wsi podsoleckich dominował żywioł holenderski, później niemiecki, natomiast miasto Solec zamieszkiwali do połowy XVIII w. niemal wyłącznie Polacy. Tylko dwie wsie w okolicy Solca: Przyłubie i częściowo Chrośna należały do szlachty, mając indywidualnych posesorów, choć również i one częściowo opierały się na kontraktach olęderskich. W Solcu, podobnie jak w Bydgoszczy od połowy XVI wieku obowiązywał zakaz osiedlania Żydów.
Na terenach przylegających do Wisły, głównie w Solcu duże znaczenie miał handel rzeczny zbożem, solą i drewnem. Solec w pomniejszeniu odgrywał analogiczną rolę gospodarczą, jak Bydgoszcz. Natomiast trzecie miasto przy zakolu Wisły – Fordon było domeną urzędników, pobierających cło rzeczne. Nazwa tego miasta wzięła się od pobieranego tam podatku (fordan).
W XVI wieku okolice Solca należały do powiatu bydgoskiego.
Otorowo, Kabat, Rudy i Przyłubie należały do parafii soleckiej, a Chrośna do parafii w Liszkowie. Katolicka parafia solecka pw. św. Stanisława z powodu skromnego uposażenia przez kilka wieków uzależniona była finansowo, personalnie i organizacyjnie od parafii bydgoskiej. Po uniezależnieniu w 1663 r. należały do niej m.in. Chrośna, Fletnowo, Jezierce, Kabat, Makowiska, Otorowo, Otorowski Młyn, Przyłubie Polskie i Niemieckie, Rudy, Siedmiogóry, Solec, Soleckie Wypaleniska, Olędry Miejskie i Zamkowe, Trzcianka, Żółwin i Zuzela.
Od początku XVII wieku w Przyłubiu, Łęgnowie i Otorowie istniały szkoły elementarne. Później powstała także szkoła parafialna w Solcu, a jeszcze przed I rozbiorem Polski – w Kabacie i Olędrach Zamkowych.

### Okres zaborów
W 1772 roku obszar obecnej gminy został wcielony do Królestwa Prus w wyniku I rozbioru Polski. Dokonano nowego podziału administracyjnego, w wyniku czego obszar należał do Obwodu Nadnoteckiego ze stolicą w Bydgoszczy. Podczas insurekcji kościuszkowskiej w październiku 1794 r. Bydgoszcz, Fordon i Solec Kujawski zostały zdobyte przez wojsko gen. Henryka Dąbrowskiego.
W 1807 roku dzięki sukcesom militarnym cesarza Napoleona i powstaniu wielkopolskiemu obszar obecnej gminy znalazł się w Księstwie Warszawskim, należąc do departamentu bydgoskiego. Stan ten utrzymał się do 1815 r., kiedy na kongresie wiedeńskim Księstwo Warszawskie zlikwidowano i podzielono na część rosyjską – Królestwo Polskie oraz część pruską – Wielkie Księstwo Poznańskie. Obszar obecnej gminy wszedł wówczas w skład rejencji bydgoskiej Księstwa Poznańskiego (od II połowy XIX w. – Prowincji Poznańskiej Cesarstwa Niemieckiego).
W XIX wieku nastąpił rozwój osadnictwa niemieckiego na terenie gminy. Wiązało się to z celową germanizacją tych ziem. Do wsi napływali koloniści, korzystając z pomocy finansowej państwa pruskiego. Całkowitemu zniemczeniu uległy m.in. Przyłubie, Chrośna, Makowiska, Żółwin, Rudy. Ewangelików przyporządkowano początkowo do parafii ewangelickiej w Bydgoszczy, gdzie w 1787 r. wzniesiono tzw. starą farę ewangelicką, lecz większość z nich nadal chrzciła swoje dzieci w kościele katolickim w Solcu. Od 1799 r. rozpoczęto starania w celu utworzenia parafii ewangelickiej w Solcu, której zasięg zaplanowano do miejscowości Dąbrowa Wielka i Leszyce.
W przeciwieństwie do zniemczonych obszarów wiejskich, w Solcu aż do 1815 r. nadal przeważali Polacy, a pierwszy niemiecki burmistrz pojawił się dopiero w 1790 r. Przed 1800 r. pod miejscowością Kabat założono wypalarnię wapna. Jako surowiec używano drewna, później z gorszym skutkiem usiłowano stosować torf. Przywileje olędrów w okolicznych wsiach zostały przez władze pruskie ograniczone.
W 1833 roku wsie obecnej gminy Nowa Wieś Wielka należały do powiatu bydgoskiego. Liczba mieszkańców w poszczególnych wsiach wyglądała następująco
1. Soleckie Olędry (Miejskie, Zamkowe, folwark solecki) – 629 osób
2. Solec (miasto) – 434 osób
3. Fletnowo (Stare i Nowe) – 339 osób
4. Otorowo (wieś + młyn) – 277 osób
5. Przyłubie (Niemieckie i Polskie) – 223 osób
6. Łęgnowo – 165 osób
7. Kabat – 137 osób
8. Makowiska – 136 osób
9. Wypaleniska – 84 osób
10. Chrośna – 83 osób
11. Rudy – 65 osób
12. Siedmiogóry (kolonia) – 44 osób
13. Żółwin (Wielki i Mały) – 44 osoby

We wszystkich miejscowościach z wyjątkiem miasta Solca ewangelicy stanowili co najmniej 80% ludności, a we Fletnowie, Siedmiogórach, Rudach, Otorowie, Kabacie, Przyłubiu i Łęgnowie – powyżej 95%. W końcu XVIII w. w Solcu pojawili się pierwsi Żydzi, a w 1812 r. było już 20 osób wyznania hebrajskiego. Według opisu Jana Nepomucena Bobrowicza z 1846 r. wsie: Soleckie Olędry (Miejskie), Wypaleniska (Soleckie Ogniska) i Siedmiogóry należały do miasta Solca, Fletnowo, Żółwin i Przyłubie były własnością prywatną, a pozostałe wsie, kolonie i folwarki były własnością rządową, w domenie bydgoskiej.
Według spisu miejscowości rejencji bydgoskiej z 1860 r. liczba mieszkańców we wsiach wzrosła średnio o 27%, a w Solcu o 38%. Największy wzrost, przekraczający 50% nastąpił w Wypaleniskach, Kabacie, Przyłubiu i Siedmiogórach. Niemal we wszystkich miejscowościach ewangelicy stanowili ponad 95% liczby ludności. Wyjątkiem było miasto Solec, gdzie ewangelicy stanowili co prawda większość (47%), ale mieszkało tam 40% katolików i 13% Żydów. Największą liczbą ludności mogły pochwalić się: Soleckie Olędry Miejskie i Zamkowe z folwarkiem (790), miasto Solec (600), Fletnowo (384) i Przyłubie (339). Większość miejscowości należała do parafii katolickiej w Solcu, natomiast Łęgnowo, Otorowo, Makowiska i Żółwin – do parafii farnej w Bydgoszczy. W 1860 r. niemieckie szkoły ludowe znajdowały się w m.in. w Solcu, Soleckich Olędrach Zamkowych, Łęgnowie, Otorowie, Kabacie i Przyłubiu.
W latach 1844–1850 utwardzono szosę prowadzącą z Solca do Bydgoszczy i Torunia. W 1861 r. przez Łęgnowo, Solec Kujawski i Przyłubie poprowadzono Kolej Warszawsko-Bydgoską łączącą Bydgoszcz z Toruniem, Włocławkiem, Kutnem i docelowo z Warszawą. Było to pierwsze spięcie sieci kolejowej pruskiej i rosyjskiej. W większych miejscowościach przy trasie kolei powstały dworce, a w Solcu dodatkowo domy mieszkalne dla kolejarzy.
W XIX w. tereny gminy Solec Kujawski stanowiły część tzw. niemieckiej wyspy osadniczej na południe i zachód od Bydgoszczy. Przeważająca na tym obszarze ludność ewangelicka doprowadziła w 1833 r. do utworzenia parafii ewangelicko-unijnej w Solcu, gdzie w 1847 roku wybudowano neogotycką świątynię. Kolejny zbór wybudowano w 1911 roku w Łęgnowie.
Od lat 60. XX wieku w Solcu, podobnie jak nieco później w Bydgoszczy gwałtowny wzrost zanotował przemysł drzewny. Sprzyjała temu koniunktura handlowa oraz dogodny szlak transportowy jakim była Wisła i droga wodna Wisła-Odra. Drewno spławiane Wisłą z Królestwa Polskiego magazynowano w Solcu, a od 1878 r. także w porcie drzewnym w Bydgoszczy. Surowiec przerabiano na wyroby gotowe, resztę zaś spławiano Wisłą do Gdańska, bądź Brdą i Kanałem Bydgoskim do Berlina. Solec słynął z ogromnego zakładu produkcji podkładów kolejowych zamawianych przez Dyrekcję Kolei Wschodniej w Bydgoszczy. W 1873 r. firma z Drezna założyła w Solcu zakład impregnacji i nasycania podkładów olejem smołowym. Do 1914 r. jego średnia roczna wydajność wynosiła 260 tys. szt. podkładów i 48 tys. szt. słupów trakcyjnych, a produkty firmy znane były w całej wschodniej części Cesarstwa Niemieckiego.
W 1897 r. do Solca przyłączono sąsiadujące Olędry Soleckie: Miejskie i Zamkowe, dzięki czemu ludność miasta wzrosła o 40%, licząc ich ponad 4 tys. Teren gminy znalazł się w granicach odrodzonej Polski 20 stycznia 1920 r. na mocy traktatu wersalskiego.

### II Rzeczpospolita
W okresie międzywojennym obszar obecnej gminy należał, podobnie jak w XIX wieku do powiatu bydgoskiego. Oprócz miejscowości w pobliżu Solca gmina obejmowała również m.in. Nową Wieś Wielką, Dąbrowę Wielką, Dobromierz, Łażyn, Leszyce, Nową Wioskę. W latach 1928–1934 miejscowości obecnej gminy należały do wójtostwa Solec Kujawski. Po reformie administracyjnej z 1934 roku należały do gminy Solec Kujawski.
30 marca 1921 roku w Chrośnie ekshumowano zwłoki dwóch żołnierzy polskich (Michała Dyrdy z Jaksic i Piotrowskiego z Pęchowa) zamordowanych przez Selbstschutz podczas powstania wielkopolskiego. Zwłoki przewieziono do Solca, gdzie urządzono uroczysty pogrzeb na cmentarzu katolickim.
W okolicy ponad 80% ludności stanowili Niemcy. Przed 1934 r. w Nowej Wiosce, Dąbrowie Wielkiej i Chrośnie ponad 90% ziemi należało do Niemców, a w Dąbrowie Małej, Dobromierzu i Leszycach – ponad 80%. Stosunkowo dużo „polskiej” ziemi (ok. 50%) istniało natomiast w Łażynie i Pieckach. W okresie międzywojennym stopniowo zwiększał się udział Polaków w życiu społecznym okolicy. Prowadzili oni działalność środowiskową, w czym pomocne były polskie organizacje społeczne.
Gospodarka w gminie opierała się nadal na przemyśle drzewnym oraz spożywczym, choć wskutek wojny celnej z Niemcami, koniunktura znacznie się pogorszyła. W latach 1928–1930 na zachodnich rubieżach gminy budowano odcinek nowej linii kolejowej tzw. magistrali węglowej, przebiegający przez Puszczę Bydgoską z Nowej Wsi Wielkiej poprzez Dobromierz do stacji Bydgoszcz Wschód.

### Okres okupacji niemieckiej
5 września 1939 roku podczas odwrotu z Bydgoszczy, wojska polskie toczyły ciężkie walki z Niemcami w Puszczy Bydgoskiej, m.in. w pobliżu Emilianowa. Poległo wielu żołnierzy z 61. i 62. Pułku Piechoty Wielkopolskiej oraz z 15. Pułku Artylerii Lekkiej. Zajęcie terenu gminy przez Wehrmacht i grupy specjalne miało miejsce 7 września 1939 roku. Jesienią 1939 roku niemiecki Selbstschutz dokonał wielu zbrodni na ludności polskiej. Masowe egzekucje trwały kilkanaście dni, m.in. w Otorowie. Później dokonywano wysiedleń Polaków z gospodarstw rolnych, domów i mieszkań. Na ich miejsce osiedlano Niemców z Wołynia, krajów nadbałtyckich i Besarabii.
We wrześniu 1939 r. Niemcy ścięli i porzucili w lesie Krzyż Powstańców Wielkopolskich w Chrośnie ufundowany przed wojną przez Nadleśnictwo. Krzyż przechował w czasie okupacji leśniczy Jan Kowalski i po wojnie ponownie go ustawiono staraniem leśników 29 czerwca 1946 r.
W okresie okupacji niemieckiej 1939–1945 gmina wchodziła w skład powiatu bydgoskiego (niem. Landkreis Bromberg), rejencji bydgoskiej, w okręgu Gdańsk-Prusy Zachodnie. Niektóre wsie z gminy Solec Kujawski (Chrośna, Dąbrowa Wielka, Dobromierz, Leszyce, Łażyn i Nowa Wieś Wielka) weszły w skład nowo utworzonej gminy Nowa Wieś Wielka.
W styczniu 1945 r. nacierające wojska radzieckie uderzeniem oskrzydlającym ominęły Bydgoszcz, pozostawiając na tyłach oddziały niemieckie, których likwidacją zajęli się żołnierze 47. Armii Radzieckiej i polscy czołgiści.

### Okres powojenny
Po zakończeniu wojny zgodnie z ustaleniami konferencji poczdamskiej ludność niemiecka została wysiedlona. 25 marca 1945 r. zbór ewangelicki w Solcu Kujawskim został przekazany katolikom, a zbór w Plątnowie stał się kościołem filialnym (w 1968 r. kard. Stefan Wyszyński erygował w Łęgnowie parafię pw. Matki Bożej Królowej Polski).
Od marca do sierpnia 1945 r. gmina Solec Kujawski obejmowała tylko gromady: Kabat, Łęgnowo, Makowiska, Plątnowo, Przyłubie i Wypaleniska. W połowie 1945 r. gminę zamieszkiwało łącznie 1221 osoby, w tym 23 Niemców. W sierpniu 1945 r. odtworzono podział administracyjny sprzed wojny, włączając do gminy także Nową Wieś Wielką wraz z okolicznymi wsiami.
Według stanu na dzień 1 maja 1946 r. gmina zajmowała obszar 160,3 km² (w tym 103,2 km² lasu) i liczyła 3513 mieszkańców. Jej funkcjonowanie było utrudnione ze względu na rozległość terytorialną, słabe skomunikowanie oraz niskie dochody wynikające z niekorzystnych warunków dla rolnictwa. Na terenie gminy znajdowała się Gminna Spółdzielnia „Samopomoc Chłopska”, odlewnia żelaza, dwa tartaki i młyn, osiem szkół powszechnych i dwa posterunki MO (w Nowej Wsi Wielkiej i Solcu Kujawskim). Warunki terenowe gminy Solec Kujawski były specyficzne. 75% jej terytorium zajmowały lasy, a gromady wchodzące w jej skład położone były wśród tych lasów, albo na ich peryferiach.
W 1946 r. Gminna Rada Narodowa w Solcu Kujawskim podjęła uchwałę wnoszącą o likwidację gminy i jej podział między Bydgoszcz, Nową Wieś Wielką i Wielką Nieszawkę. W 1947 roku przedstawiciele Nowej Wsi Wielkiej, Chrośnej, Dąbrowy Wielkiej, Dobromierza, Leszyc i Łażyna opowiadali się za utworzeniem gminy Nowa Wieś Wielka, Łęgnowo i Plątnowo były za przyłączeniem do gminy Bydgoszcz-wieś, a za pozostawieniem gminy Solec Kujawski optowały jedynie wsie: Kabat, Makowiska, Otorowo, Przyłubie i Wypaleniska. Powiatowa Rada Narodowa w Bydgoszczy 30 stycznia 1948 r. wypowiedziała się jednak przeciw skasowaniu gminy Solec Kujawski.
Według stanu z 1949 r., w gminie wiejskiej Solec Kujawski znajdowały się m.in. następujące gromady:
- Chrośna, w skład której wchodziły: Chrośna wieś, Dąbrowy Małe wieś,
- Dąbrowy Wielkie: Dąbrowy Wielkie wieś, Nowa Wioska wieś,
- Dobromierz: Dobromierz wieś,
- Kabat: Chrośna leśnictwo, Łażyn leśnictwo,
- Leszyce: Leszyce wieś, Dąbrowy Wielkie leśnictwo, Dębinka leśnictwo, osada, pustkowie, Dobromierz leśnictwo, Leszyce leśnictwo, Leszyce nadleśnictwo, Nowa Wieś leśnictwo,
- Łażyn: Łażyn wieś, Nowa Wieś Wielka.

Reforma administracyjna z 25 września 1954 r. zlikwidowała gminy i gminne rady narodowe, powołując w ich miejsce gromady wraz z gromadzkimi radami narodowymi. Utworzono wówczas gromadę Solec Kujawski, w której skład weszły: Kabat, Łęgnowo, Makowiska, Otorowo, Plątnowo, Przyłubie, Wypaleniska (z gminy Solec Kujawski), obszar lasu 546,34 ha z gromady Brzoza (gmina Bydgoszcz) i obszar lasu 5564 ha z gromady Osiek Wielki (gmina Złotniki Kujawskie). Jednocześnie dotychczasowe gromady Chrośna i Dąbrowy Wielkie oraz część gromady Leszyce z lasem o powierzchni 646 ha włączono do powiatu inowrocławskiego, natomiast wsie: Nowa Wieś Wielka, Nowa Wioska, Dobromierz, Łażyn i Leszyce włączono do nowo utworzonej gromady Nowawieś Wielka. W 1958 roku do gromady Solec Kujawski włączono wieś Chrośna, natomiast w 1961 r. wyłączono na rzecz Złejwsi Wielkiej w gromadzie Toporzysko obszar około 12 ha.
1 stycznia 1973 r. z gromady wykształciła się gmina zintegrowana miejsko-wiejska Solec Kujawski. W projekcie nowego podziału terytorialnego planowano włączenie wsi Chrośna do gminy Nowa Wieś Wielka, ale sprzeciwili się temu mieszkańcy tej wsi. 1 sierpnia 1977 r. wsie Łęgnowo i Plątnowo, Żółwin oraz część Wypalenisk włączono w obszar administracyjny miasta Bydgoszczy.
W wyniku reformy administracyjnej 1 stycznia 1999 r. gmina Solec Kujawski znalazła się w województwie kujawsko-pomorskim w powiecie bydgoskim.
Po 1990 roku rozpoczął się proces suburbanizacji okolic Bydgoszczy, który nabrał przyspieszenia po 2000 roku. Gmina Solec Kujawski była jednym z beneficjentów tego procesu. W okresie 2004–2011 liczba ludności wzrosła o 6,5%, w tym obszary wiejskie poza miastem Solec Kujawski – 14%.